# عورو
عورو قرية سورية تتبع ناحية السودا في منطقة طرطوس في محافظة طرطوس.